# Johnson & Johnson

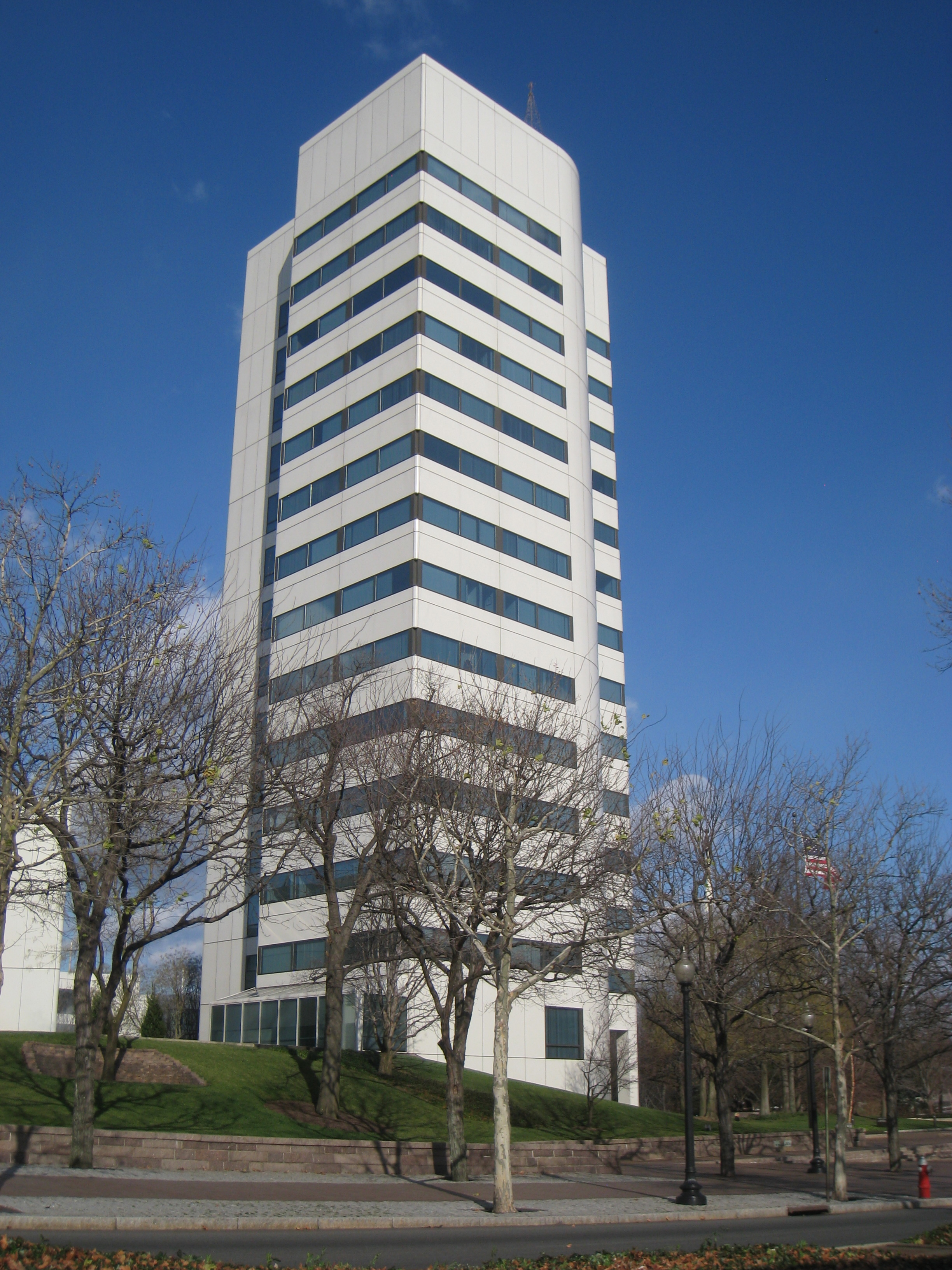
Firmenzentrale in New Brunswick, New Jersey

Johnson & Johnson ist ein weltweit tätiger US-amerikanischer Pharmazie- und Konsumgüterhersteller mit Hauptsitz in New Brunswick im US-Bundesstaat New Jersey. Das Unternehmen ist im Dow Jones Industrial Average gelistet (Symbol: JNJ).
Johnson & Johnson ist eines der größten Gesundheitsunternehmen der Welt. Die Pharmasparte firmiert in erster Linie unter Janssen Pharmaceutica und machte 2022 52,6 Milliarden US-Dollar Umsatz. Es gibt auch OTC- resp. Medizinprodukte-Sparten.
Durch die Firma Janssen Vaccines, die ebenfalls zu Johnson & Johnson gehört, wurde der Impfstoff Ad26.COV2.S gegen das Coronavirus SARS-CoV-2 entwickelt.
Der Hauptsitz der deutschen Niederlassung befindet sich in Neuss, jener der österreichischen in Wien. Zudem befinden sich in Wuppertal, Duisburg und Norderstedt weitere wichtige Unternehmensstandorte.
Johnson & Johnson beschäftigt rund 155.800 Mitarbeiter in 60 Ländern weltweit, davon etwa 4.000 in Deutschland. Die Produkte der Geschäftsbereiche Verbraucher, Medizingeräte und Pharma werden in 175 Ländern vertrieben.

## Geschichte
Das Unternehmen Johnson & Johnson wurde im Jahr 1886 von den Brüdern Robert Wood Johnson I, James Wood Johnson und Edward Mead Johnson gegründet.
Der Schwerpunkt der Geschäftstätigkeit lag in den 1880er-Jahren in der Herstellung der ersten chirurgischen Verbandstoffe. Im Jahr 1959 erwarb Johnson & Johnson die McNeil Laboratories. Seit 1964 gehört Codman & Shurtleff, der 1838 in Boston gegründete und damit wahrscheinlich älteste Medizinproduktehersteller der Welt, zu Johnson & Johnson.
Große öffentliche Bekanntheit erlangte Johnson & Johnson durch drei Katastrophen, die im Zeitraum von 1898 bis 1906 eintraten und bei deren Bewältigung die Produkte des Unternehmens zum Einsatz kamen. Während des Spanisch-Amerikanischen Krieges stützte sich das amerikanische Heer auf die medizinischen Produkte von Johnson & Johnson. Das Unternehmen stellte beinahe alles zur Verfügung, von Chirurgengewändern bis zu neuartigen, kompakten Tragen. Nach dem Galveston-Hurrikan im Jahr 1900 stellte Johnson & Johnson alle leicht beschädigten Güter den Pharmazeuten gratis zur Verfügung. Johnson & Johnson wurde vor allem durch die sofortige Hilfe nach dem San-Francisco-Erdbeben von 1906 berühmt. Johnson & Johnson stellte sowohl medizinische Produkte zur Soforthilfe zur Verfügung wie auch Lazarette. Alle Produkte mit einem Kaufpreis von unter 100 US-Dollar waren zu diesem Zeitpunkt gratis. Johnson & Johnson wurde damit zum größten „Einzelspender“ dieser Katastrophe.
1943, als sich das Unternehmen auf seinen Börsengang vorbereitete, schrieb Robert Wood Johnson ein später als „Unser Credo“ bezeichnetes Dokument, das im Laufe der Jahre als Leitfaden für die Entscheidungen des Unternehmens diente. Das Unternehmen schloss seinen Börsengang ab und wurde 1944 eine Aktiengesellschaft. Im Jahr 1961 wurde die Janssen Pharmaceutica zur Pharmasparte von Johnson & Johnson.
Im Jahr 1982 starben im Großraum Chicago mindestens sieben Menschen nach der Einnahme von Paracetamol-Schmerzmitteln der Marke Tylenol, welche durch unbekannte Täter mit Zyankali vergiftet worden waren. In diesem Zusammenhang startete Johnson & Johnson eine großangelegte Rückrufaktion, die das Unternehmen geschätzte 100 bis 240 Millionen US-Dollar kostete, aber gleichzeitig positiv durch die Öffentlichkeit bewertet wurde. Retrospektiv wird das Vorgehen von Johnson & Johnson aber dennoch teilweise kritisch betrachtet, da der Konzern gezielt von der Möglichkeit abzulenken versuchte, dass die vergifteten Pillen bereits in der Produktion mit Zyankali versetzt worden sein könnten. Tatsächlich stammten die vergifteten Produkte aus zwei verschiedenen Fabriken, weshalb eine nachträgliche Gifteinbringung angenommen wird.
Im Januar 2017 machte Johnson & Johnson ein Übernahmeangebot für das Schweizer Pharmaunternehmen Actelion in Höhe von 30 Milliarden Dollar. Die Übernahme wurde im Juni 2017 vollzogen.
Mitte August 2020 verkündete der Konzern Johnson & Johnson, dass sie das US-Biotechunternehmen Momenta übernehmen werden. Die Übernahme kostete Berichten zufolge 6,5 Milliarden Dollar.
Im November 2022 übernahm Johnson & Johnson den Hersteller von Herzpumpen und Anbieter von Technologien für Herzchirurgie Abiomed für 16,6 Mrd. Dollar.

## Zahlen
| Jahr | Umsatz in Mrd. US-$ | Bilanzgewinn in Mrd. US-$ | Angestellte |
| ---- | ------------------- | ------------------------- | ----------- |
| 2005 | 50,514              | 10,060                    | 115.600     |
| 2006 | 53,324              | 11,053                    | 122.200     |
| 2007 | 61,095              | 10,576                    | 119.200     |
| 2008 | 63,747              | 12,949                    | 118.700     |
| 2009 | 61,897              | 12,266                    | 115.500     |
| 2010 | 61,587              | 13,334                    | 114.000     |
| 2011 | 65,030              | 9,672                     | 117.900     |
| 2012 | 67,224              | 10,853                    | 127.600     |
| 2013 | 71,312              | 13,831                    | 128.100     |
| 2014 | 74,331              | 16,323                    | 126.500     |
| 2015 | 70,074              | 15,409                    | 127.100     |
| 2016 | 71,890              | 16,540                    | 126.400     |
| 2017 | 76,450              | 1,300                     | 134.000     |
| 2018 | 81,581              | 15,297                    | 135.100     |
| 2019 | 82,059              | 15,119                    | 132.200     |
| 2020 | 82,584              | 14,714                    | 134.500     |
| 2021 | 93,775              | 20,878                    | 144.300     |
| 2022 | 94,943              | 17,941                    | 155.800     |

## Weltwirtschaftskrise
Die Krise ging auch an Johnson & Johnson nicht spurlos vorbei. 2008 konnte der Jahresumsatz jedoch um 2,6 Milliarden US-Dollar gesteigert werden (2007 betrug der Anstieg des Umsatzes noch 7,8 Milliarden US-Dollar). Mit dem Einsetzen der Krise, massiv steigender Arbeitslosigkeit in den USA (damit in der Regel Verlust der Krankenversicherung), gingen die Umsätze seit Jahren erstmals zurück. Dieser Trend zeigte sich dann im Geschäftsjahr 2009, das mit einem um 1,8 Milliarden US-Dollar geringerem Umsatz abgeschlossen wurde. Der Gewinn sank 2009 von 12,9 (2008) auf 12,3 Milliarden US-Dollar.
Letztlich aber traf die Krise das Unternehmen weniger stark als weite Teile der Wirtschaft. Bereits 2011 konnte man weiter expandieren und eröffnete in Duisburg ein neues Logistikzentrum auf 42.000 Quadratmetern. Durch den Einsatz von Photovoltaik und Abwärme umliegender Industrieanlagen zur Beheizung gilt das Logistikzentrum als umweltverträglich.

## Unternehmensstruktur in deutschsprachigen Ländern
Johnson & Johnson wird in den deutschsprachigen Ländern Deutschland, Österreich & Schweiz durch folgende Firmen vertreten.
- Cilag AG (Schweiz)
- Cilag GmbH (International)
  - Janssen Vaccines, mit Sitz in Bern (Schweiz), Zweigniederlassung der Cilag GmbH International[20]
- Codman & Shurtleff Inc.
- Vision Care ACUVUE Norderstedt
- DePuy Synthes
- Johnson & Johnson Medical GmbH (ehemals Ethicon GmbH)
- Ethicon Endo-Surgery Inc.
- Janssen-Cilag AG[21] (Schweiz)
- Janssen-Cilag International
- Janssen-Cilag GmbH (Deutschland)
- Johnson & Johnson GmbH (Deutschland) mit den Marken (seit der Ausgliederung gehören diese Marken jetzt der ehemaligen Tochter Kenvue):[22]
  - bebe und bebe ZARTPFLEGE
  - Carefree
  - Dolormin
  - Hexoral
  - Imodium akut
  - KOMPENSAN
  - LISTERINE
  - Livocab direkt
  - Microlax
  - Neutrogena
  - nicorette
  - o.b.
  - Olynth
  - Penaten
  - PIZ BUIN
  - Reactine
  - Regaine
  - Tispol
  - Visine
  - Le Petit Marseillais
- Johnson & Johnson Austria Ges.m.b.H.
- LifeScan Inc.
- McNeil GmbH & Co. oHG.
- Ortho Biotech Products L.P.
- Ortho-Clinical Diagnostics GmbH (Deutschland)
- Surgical Process Institute Deutschland GmbH (Deutschland)
- Synthes

## Kritik

### Asbest
Im Juli 2018 wurde Johnson & Johnson (J&J) im US-Bundesstaat Missouri wegen des jahrzehntelangen Verkaufs von krebserregendem Babypuder zu einer Strafe von 4,69 Milliarden US-Dollar verurteilt. J&J habe seit den 1970er Jahren davon gewusst und die Verbraucher nicht gewarnt. Als Reaktion fielen die J&J-Aktien im nachbörslichen Handel um ein Prozent. Am 14. Dezember 2018 wurden im Rahmen eines Gerichtsprozesses angebliche Inhalte vertraulicher Unternehmenspapiere bekannt, aus denen hervorgeht, dass das Babypuder des Pharmakonzerns in der Zeit von 1971 bis Anfang der 2000er Jahre geringe Mengen Asbest enthielt. Dem Unternehmen sei dies bekannt gewesen und man habe die Ergebnisse eigener Studien manipuliert, ohne Aufsichtsbehörden über die Belastung zu unterrichten. Der Börsenkurs sank zeitweise um über 10 Prozent, was einem Gegenwert von etwa 45 Milliarden Dollar entspricht.
Die Strafe wurde später auf 2,12 Milliarden US-Dollar gesenkt, mittlerweile ist die Strafe rechtskräftig.
Anfang April 2023 bot das Unternehmen zur Beilegung sämtlicher Klagen um Körperpflegeartikel, die das Magnesiumsilikat Talkum enthalten, einen Vergleich im Volumen von rund 8,9 Milliarden Dollar (umgerechnet 8,1 Milliarden Euro) an.
Johnson & Johnson gründete das Tochterunternehmen LTL, um die Klagekosten auszulagern (und damit eine Eigenart der texanischen Gesetzgebung auszunutzen). Anschließend meldete LTL Insolvenz an.

### Mikroplastik
Noch immer setzt Johnson & Johnson in einigen Produkten Mikroplastik ein, welches Probleme in der Umwelt verursacht, insbesondere weil es schwer abbaubar ist. Zudem gilt Mikroplastik gesundheitlich als bedenklich.

### Risperdal
Im November 2013 einigte sich Johnson & Johnson auf einen Vergleich, wobei 2,2 Milliarden US-$ an die US-Regierung gezahlt wurden, da Johnson & Johnson Apotheker bestochen hatte, damit diese das Neuroleptikum Risperdal (Risperidon) an demente ältere Menschen, Kinder und Behinderte verkauften. Im Dezember 2016 haben in den USA 13.000 Männer eine Sammelklage gegen Johnson & Johnson eingereicht. Sie erkrankten als Nebenwirkung durch das Medikament Risperdal an Gynäkomastie (Männerbrüste).

### Opioidkrise
Johnson & Johnson wird in vielen Fällen direkt mit der Opioid-Epidemie in den Vereinigten Staaten von Amerika in Zusammenhang gebracht, welche zu einer Krise des öffentlichen Gesundheitswesens in den USA führte. Im Mai 2019 begann im US-Bundesstaat Oklahoma ein historisches Opioid-Verfahren gegen Johnson & Johnson. Dem Konzern wird vorgeworfen, mit synthetischen Opiaten Milliardengewinne gemacht zu haben – dafür habe er Studien manipuliert, trügerisches Marketing betrieben und in der Werbung gelogen. Johnson & Johnson zielte explizit auf Männer unter 40 ab, die am stärksten von der Abhängigkeit betroffen sind. Als dann die Nachfrage stieg, habe der Konzern Schlafmohnanbauer in Australien aufgekauft, um von der gesamten Wertschöpfungskette zu profitieren.
Im August 2019 verurteilte das Gericht in Oklahoma den Pharmakonzern in diesem Zusammenhang zu einer Entschädigungszahlung in Höhe von 572 Millionen US-Dollar. Durch irreführende Werbung über in hohem Maße abhängig machende Schmerzmittel habe J&J „die Gesundheit und Sicherheit tausender Bürger Oklahomas beeinträchtigt“, hieß es in dem Urteil.
Im seit Jahren andauernden Rechtsstreit um süchtig machende Schmerzmittel haben neben Johnson & Johnson die Arzneimittelgroßhändler McKesson, AmerisourceBergen und Cardinal Health einen milliardenschweren Vergleich mit zahlreichen Klägern akzeptiert. Die Arzneimittelgroßhändler McKesson, AmerisourceBergen und Cardinal Health sowie Johnson & Johnson könnten dabei letztlich bis zu 26 Milliarden Dollar zahlen, wie New Yorks Generalstaatsanwältin Letitia James und Generalstaatsanwälte aus etlichen anderen US-Bundesstaaten im Juli 2021 verkündeten.

### Ad26.COV2.S
Ad26.COV2.S (auch Janssen-Impfstoff, COVID-19 Vaccine Janssen, Johnson & Johnson (J&J) Vaccine oder Janssen-Vakzine), heißt der SARS-CoV-2-Impfstoff von Janssen-Cilag International NV. Am 27. Februar 2021 ließ die US-Aufsichtsbehörde FDA Ad26.COV2.S für den Notfallgebrauch zu. Am 11. März 2021 erteilte die EU-Kommission unter dem Namen COVID-19 Vaccine Janssen die bedingte Zulassung, nachdem die Europäische Arzneimittel-Agentur (EMA) das Nutzen-Risiko-Verhältnis positiv beurteilt hatte.
Im August 2021 präsentierte die Website medizin-transparent.at Untersuchungsergebnisse über die Wirksamkeit von Ad26.COV2.S. Es sei den Impfstoffen Tozinameran von Biontech/Pfizer und Elasomeran von Moderna unterlegen, wirke aber besser als AZD1222 von Astra Zeneca.
Im Oktober 2021 stellte sich heraus, dass die meisten Impfdurchbrüche bei Infektionen mit der Delta-Mutante von Sars-CoV-2 bei Personen auftraten, die sich mit Ad26.COV2.S hatten impfen lassen. Am 7. Oktober 2021 bewertete das Robert Koch-Institut Ad26.COV2.S als „ungenügenden Impfstoff“.
Das Dilemma ist in dem Satz zu erkennen: „Bei dem Vektor-Impfstoff von Johnson & Johnson genügte standardmäßig eine einmalige Impfung.“ Mit dem Siegeszug der Delta-Mutante von SARS-CoV-2 endete der Glaube an die Richtigkeit dieser Annahme. Mit Ad26.COV2.S Erstgeimpften empfiehlt das RKI, sich innerhalb von vier Wochen nach der Erstimpfung einer Zweitimpfung zu unterziehen, die aber nicht als Auffrischungsimpfung gilt, sondern als Vervollständigung der Grundimmunisierung. Seit dem 15. Januar 2022 sind alle Privilegien von „Vollimmunisierten“ für Personen weggefallen, die mit Ad26.COV2.S erstgeimpft wurden. Seitdem gelten nur noch solche Personen als „vollständig geimpft“, die zwei Impfungen erhalten haben.
Ab dem 3. Januar 2022 werden in Österreich Impfzertifikate, die sich auf nur eine Impfung mit Ad26.COV2.S beziehen, für ungültig erklärt. Sofern Inhaber dieser Zertifikate sich zwischenzeitig nicht einer zweiten Impfung unterzogen haben, gelten sie dort als „ungeimpft“. Nach der zweiten Impfung gelten mit Ad26.COV2.S Erstgeimpfte nicht mehr als „geboostert“.